# Junglies
Junglies è una serie animata britannica ideata da Terry Ward per la Flicks Films. Le voci nella versione originale in inglese sono di Gary Wilmot e di Jessica Martin.

## Trama
Il cartone è ambientato su un'isola immaginaria situata tra l'Asia e l'Africa, chiamata Junglie Island. In ciascun episodio vengono raccontate le avventure di diversi animali antropomorfi, chiamati Junglies.

## Episodi
- 1. "First Day at School"
- 2. "Hide And Seek"
- 3. "Penny's Little Brother"
- 4. "Echo Valley"
- 5. "Albert's Tooth"
- 6. "Journey To The Moon"
- 7. "Where's Zoe"
- 8. "Say Cheese Everyone"
- 9. "Heavy, Heavy, Heavy"
- 10. "Down the River"
- 11. "Flying South"
- 12. "The Great Storm"
- 13. "A Very Big Monkey"